# Ctenolepis garcini
Ctenolepis garcini là một loài thực vật có hoa trong họ Cucurbitaceae. Loài này được (L.) C.B.Clarke mô tả khoa học đầu tiên năm 1879.